# Måsøya
Måsøya (en Kvène Moseija, en Nordsamisk Muosáidsuolu) est une  île du comté de Finnmark, sur la côte de la mer de Barents. L'île fait partie la commune de Måsøy.

## Description
L'île de 13,45 km2 est située à l'ouest de la grande île de Magerøya et à l'est des îles de Hjelmsøya et Havøya. La Porsanger Peninsula (en) sur le continent se trouve au sud de l'île. L'île n'est accessible que par bateau et il existe un service de ferry régulier depuis Havøysund. La population de l'île est d'environ 40 personnes (2022).
Le seul village de l'île est le petit village de pêcheurs de Måsøy qui est situé sur la partie sud de l'île sur un isthme entre deux petits fjords. Historiquement, le village était le centre administratif de la municipalité et c'est là que se trouve la Måsøy Church (en). Il y a un troupeau d'environ 40 rennes qui vivent sur l'île.
Le ministre et poète norvégien Magnus Brostrup Landstad est né ici.